# Sadri Khiari
Pour les articles homonymes, voir Khiari.
Sadri Khiari (arabe : صدري الخياري), né le 26 février 1958 à Tunis, est un militant tunisien.

## Biographie
Il voit le jour dans une famille de militants communistes, son père Belhassen Khiari ayant occupé le poste de secrétaire général de l'Union syndicale des travailleurs tunisiens. Depuis 2003, il est titulaire d'un doctorat en science politique.

## Politique

### Tunisie
Membre de l'opposition tunisienne depuis la fin des années 1970, lorsqu'il rejoint la section tunisienne de la Quatrième Internationale qu'il dirige jusqu'à sa disparition au milieu des années 1990, il est notamment un membre fondateur du Conseil national pour les libertés en Tunisie, dont il est responsable des relations extérieures, et de RAID Attac Tunisie.

### France
Installé en France depuis janvier 2003, il est l'un des membres fondateurs du mouvement des Indigènes de la République (MIR). Il est l'un des auteurs du projet d'Appel des indigènes rendu public en janvier 2005. Il est l'un des dirigeants du MIR qui, depuis février 2010, s'est transformé en parti, le Parti des Indigènes de la République.

## Œuvres

### Publications
- Sainte Caroline contre Tariq Ramadan : le livre qui met un point final à Caroline Fourest, Paris, Éditions La Revanche, 2003, 180 p. (ISBN 2-9538443-0-9, présentation en ligne, lire en ligne).
- Tunisie, le délitement de la cité : coercition, consentement, résistance, Paris, Éditions Karthala, coll. « Les Afriques », 2003, 208 p. (ISBN 978-2-84586-401-6, lire en ligne).
- Pour une politique de la racaille : immigrés-e-s, indigènes, et jeunes de banlieues, Paris, Éditions Textuel, coll. « Essais et documents », 2006, 174 p. (ISBN 2-84597-186-9).
- La contre-révolution coloniale en France : de De Gaulle à Sarkozy, Paris, La Fabrique, 2009, 250 p. (ISBN 978-2-913372-83-2 et 2-913372-83-X).
- Malcolm X : stratège de la dignité noire, Paris, Éditions Amsterdam, 2013, 123 p. (ISBN 978-2-35480-121-2 et 2-35480-121-1).

### Participations à des ouvrages collectifs
- Sadri Khiari, « Le Renouveau du mouvement démocratique tunisien », dans Olfa Lamloum et Bernard Ravenel [sous la dir. de], La Tunisie de Ben Ali : la société contre le régime, Paris, Éditions L'Harmattan, 2002 (ISBN 2747522121), p. 167-196.
- Sadri Khiari, « Bourguiba et les bourgeois : la crise de 1970-1971 », dans Michel Camau et Vincent Geisser [sous la dir. de], Habib Bourguiba : la trace et l'héritage, Paris, Éditions Karthala, 2004 (ISBN 9782845865068), p. 357-370.
- Houria Bouteldja, Sadri Khiari, Félix Boggio Éwanjé-Épée et Stella Magliani-Belkacem, Nous sommes les indigènes de la République, Paris, Éditions Amsterdam, 2012, 435 p. (ISBN 978-2-35480-113-7 et 2-35480-113-0).
- Sadri Khiari, « Nous avons besoin d'une stratégie décoloniale », dans Félix Boggio Éwanjé-Épée et Stella Magliani-Belkacem [coord. par], Race et capitalisme, Paris, Éditions Syllepse, 2012, 170 p. (ISBN 978-2-84950-350-8).
- Alain Badiou, Pierre Bourdieu, Judith Butler, Georges Didi-Huberman, Sadri Khiari et Jacques Rancière, Qu'est-ce qu'un peuple ?, Paris, La Fabrique, 2013, 124 p. (ISBN 978-2-35872-046-5).

### Articles dans des revues
- « Le Zaïm et l'Artisan : de Bourguiba à Ben Ali » avec Olfa Lamloum, Annuaire de l'Afrique du Nord, Aix-en-Provence, Institut de recherches et d'études sur le monde arabe et musulman, 1998.
- « Tunisie : des élections en trompe-l'œil » avec Olfa Lamloum, Politique africaine, n°76, décembre 1999, p. 106-116.
- « Reclassements et recompositions au sein de la bureaucratie syndicale depuis l'Indépendance : la place de l'UGTT dans le système politique tunisien », Centre d'étude et de recherche internationale, dossier « La Tunisie sous Ben Ali », décembre 2000 (lire en ligne).
- « L'Opposition tunisienne et le 11 septembre », Notes de l'IFRI, n°44 « Le Maghreb après le 11 septembre », Paris, 2002, p. 87-95.
- « Les régimes autoritaires libérés des conditionnalités » avec Jean-François Bayart et Béatrice Hibou, Critique internationale, n°14, janvier 2002.
- « Les Tunisiens et la deuxième guerre du Golfe », Critique internationale, n°19, avril 2003, p. 24-30.
- « Mondialisation et démocratie : le contre-exemple tunisien », Confluences Méditerranée, n°51, automne 2004, p. 91-102.
- « De Wassila à Leïla, Premières dames et pouvoir en Tunisie », Politique africaine, n°95, octobre 2004, p. 55-70 (lire en ligne).
- « Trajectoires et paradoxes de l’islam politique », ContreTemps, février 2005.
- « Les balbutiements du mouvement altermondialiste au Maghreb », Annuaire de l'Afrique du Nord, Aix-en-Provence, Institut de recherches et d'études sur le monde arabe et musulman, 2005.